# フランシス・グレヴィル (初代ウォリック伯爵)

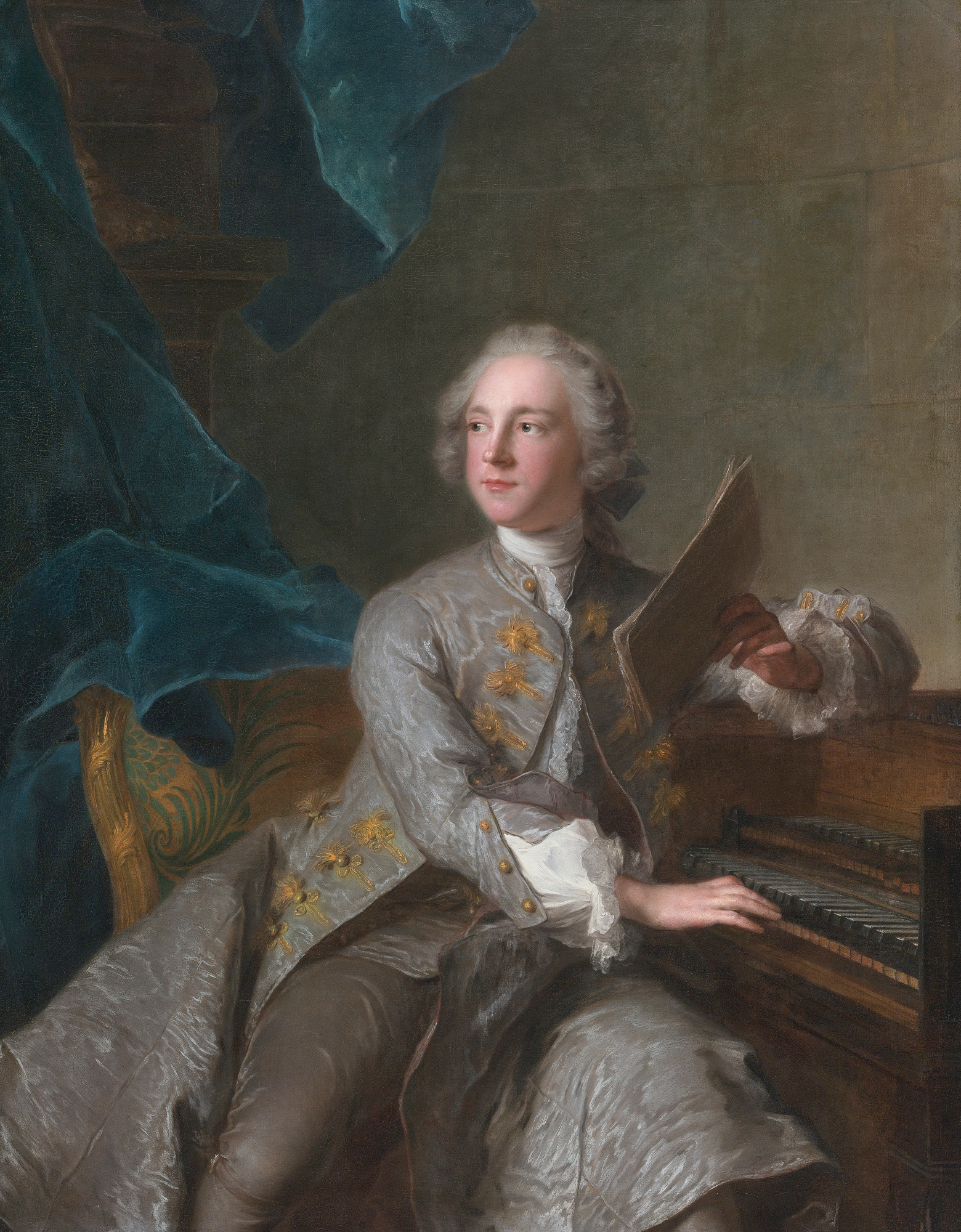
ジャン＝マルク・ナティエによる肖像画、1741年作。

初代ウォリック伯爵フランシス・グレヴィル（英語: Francis Greville, 1st Earl of Warwick KT FSA、1719年10月10日 – 1773年7月6日）は、イギリスの貴族。1727年から1746年までブルック男爵の称号を、1746年よりブルック伯爵の称号を使用した。

## 生涯
第7代ブルック男爵ウィリアム・グレヴィルとメアリー・シン（Mary Thynne、1720年3月29日没）の三男（長男ウィリアムと次男フルクは夭折）として、1719年10月10日に生まれた。1727年7月28日に父が死去するとブルック男爵とウォリック城を継承、1731年頃にウィンチェスター・カレッジで教育を受けた。
1746年7月7日にウォリック城のブルック伯爵に叙され、11日に貴族院議員に正式に就任した。1749年から1757年までウォリックシャー統監を務め、1753年3月29日にシッスル勲章を授与された後、1759年11月13日にウォリック伯爵に叙された。ジョージ3世が即位した後は貴族院でトーリー党の一員として行動した。
1768年2月4日、ロンドン考古協会フェローに選出された。
1773年7月6日にウォリック城で死去、長男ジョージが爵位を継承した。

## 家族

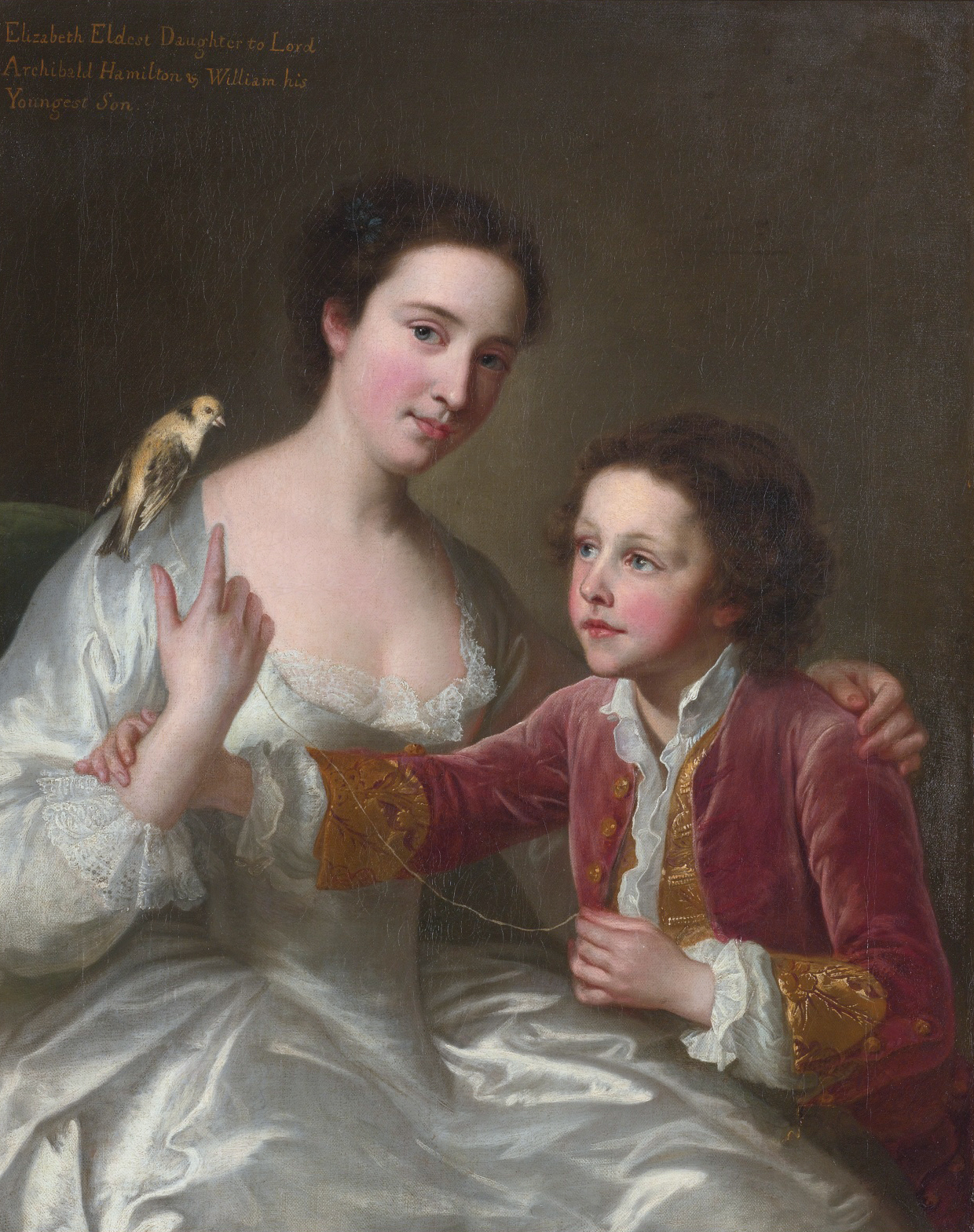
ウォリック伯爵夫人エリザベス・ハミルトンとその弟ウィリアム・ダグラス・ハミルトン、ウィリアム・ホーア作。

1742年5月15日、エリザベス・ハミルトン（1720年 – 1800年2月24日、アーチボルド・ハミルトンの娘）と結婚、下記の子女を儲けた。
- ルイーサ（英語版）（1743年 – 1779年頃）
- フランシス・エリザベス（1744年5月11日 – 1825年4月6日） - 1762年、第6代準男爵ヘンリー・ハーパー（英語版）と結婚
- シャーロット・メアリー（1745年頃 – 1763年5月31日） - 1762年、第7代ギャロウェイ伯爵ジョン・ステュアート（英語版）と結婚
- ジョージ（英語版）（1746年 – 1816年） - 第2代ウォリック伯爵
- イサベラ - 早世
- チャールズ・フランシス（英語版）（1749年 – 1809年）
- ロバート・フルク（英語版）（1751年 – 1824年）
- アン（1760年 – 1783年）